# Essu
Essu (avant les années 1930 : Jeß) est un village estonien de 332 habitants (2006) situé dans le Virumaa occidental et appartenant à la commune d'Haljala. Il est connu pour son manoir. Il a été mentionné pour la première fois sous le nom de Gesse en 1241 dans le Liber Census Daniæ à l'époque où la contrée, le Wierland, appartenait au Danemark.

## Géographie
Le village se trouve à huit kilomètres au nord de Rakvere (anciennement Wesenberg).

## Manoir

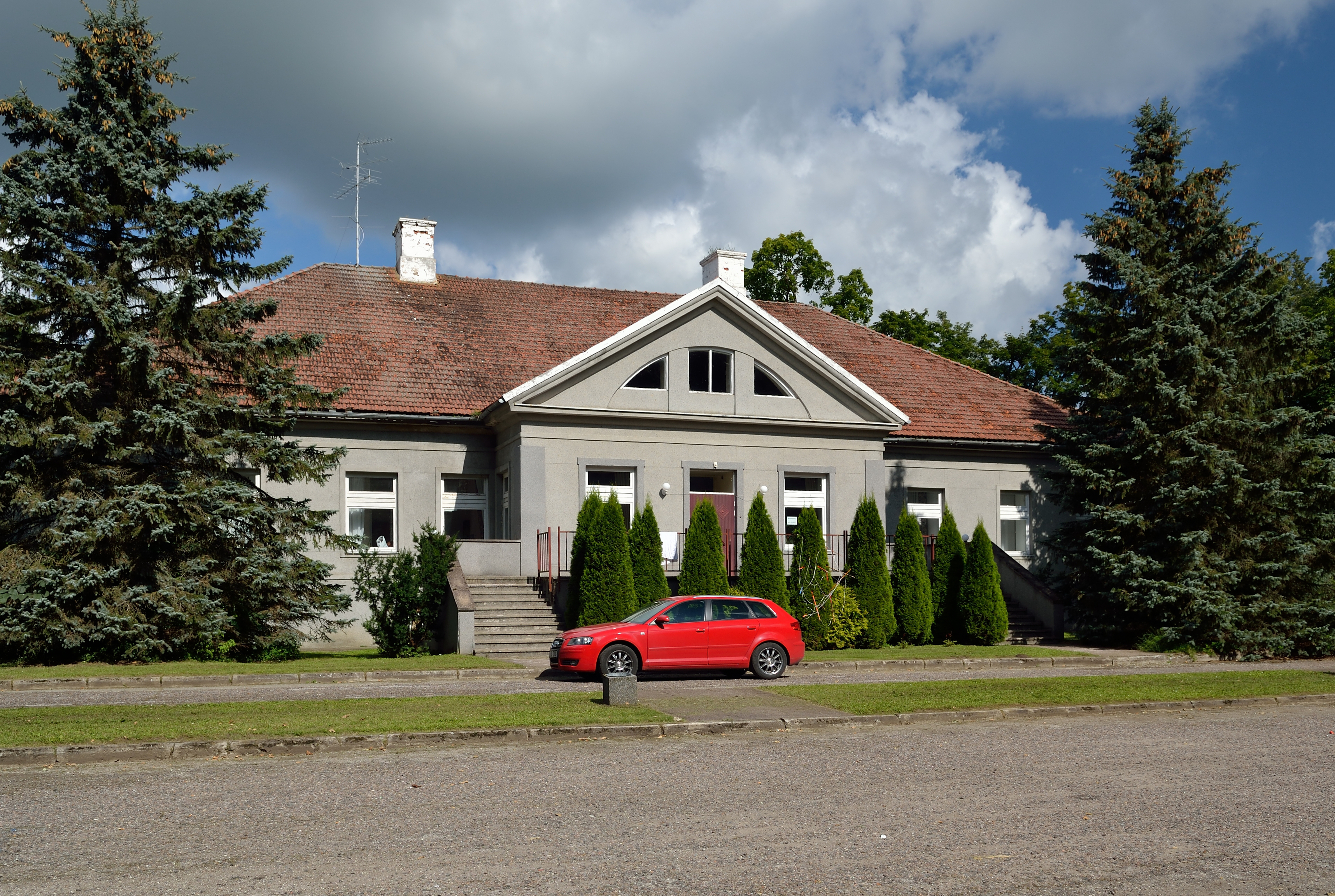

Le domaine seigneurial de Jeß de la paroisse d'Haljall est mentionné en 1496. Il appartient depuis 1402 à la famille von Wrangel, puis au XVIIIe siècle à la famille von Krusenstern et au siècle suivant à la famille von Dellingshausen et enfin à la famille von Ungern-Sternberg, jusqu'à ce qu'elle en soit expulsée en 1919 par la nationalisation des domaines fonciers décidée par la nouvelle république estonienne. La dernière propriétaire était la baronne Julie von Ungern-Sternberg.
Le petit manoir actuel, sans étage supérieur, est érigé en 1820-1830 en style néoclassique avec un fronton triangulaire à la grecque en façade et il est réaménagé en style historiciste par l'architecte Friedrich Mod en 1894. On accède au manoir par une longue allée de quatre-cents mètres. Il est entouré d'anciens bâtiments agricoles du XIXe siècle, comme une distillerie de schnaps, et plusieurs granges et des écuries, ainsi que de l'ancienne maison de l'intendant. Le parc s'étend sur huit hectares.
Le manoir devient en 1974 le siège administratif du kolkhoze local, avec sa cantine et son club communal. Il est agrandi en 1978. Il est privatisé en 1995 et sert aujourd'hui de centre de conférences et de séminaires et peut également être loué pour des réceptions. Le manoir a perdu ses ornementations et son aspect d'antan et a été entièrement modernisé.